# Czuwaj Mościska
Czuwaj Mościska – polski klub piłkarski z siedzibą w mieście Mościska (obecnie Ukraina), działający w latach 1933–1939.

## Historia
Chronologia nazw:
- 1933: H.K.S. [Harcerski Klub Sportowy] Czuwaj Mościska
- 1939: klub rozwiązano

Harcerski Klub Sportowy Czuwaj został założony w Mościskach na początku lat 30. XX wieku i zrzeszał miejscowych harcerzy. W 1933 roku drużyna zadebiutowała w rozgrywkach Klasy C podokręgu Przemyśl Lwowskiego OZPN. W następnym sezonie 1934 zespół w barażach pokonał 4:3 AKS Przemyśl i awansował do Klasy B. Potem zespół występował w rozgrywkach podokręgu Przemyśl Klasy B Lwowskiego OZPN. Ale na skutek wybuchu II wojny światowej - we wrześniu 1939 roku działalność klubu została całkowicie zawieszona, a po zakończeniu II wojny światowej już nigdy nie reaktywowana.

## Sukcesy

### Trofea międzynarodowe
Nie uczestniczył w rozgrywkach europejskich (stan na 31-05-2024).

### Trofea krajowe
| \| \| Zdobyte trofea w rozgrywkach Polski (stan na: 31-05-2024) \| |                                                           |      |          |
| Rozgrywki                                                          | Osiągnięcie                                               | Razy | Sezon(y) |
| Mistrzostwo                                                        | I miejsce                                                 | 0    |          |
| Mistrzostwo                                                        | II miejsce                                                | 0    |          |
| Mistrzostwo                                                        | III miejsce                                               | 0    |          |
| Puchar                                                             | zdobywca                                                  | 0    |          |
| Puchar                                                             | finalista                                                 | 0    |          |
| II liga                                                            | I miejsce                                                 | 0    |          |
| II liga                                                            | II miejsce                                                | 0    |          |
| II liga                                                            | III miejsce                                               | 0    |          |
| Polska                                                             | Zdobyte trofea w rozgrywkach Polski (stan na: 31-05-2024) |      |          |

## Poszczególne sezony

### Rozgrywki międzynarodowe

#### Europejskie puchary
Klub nie uczestniczył w rozgrywkach europejskich.

### Rozgrywki krajowe
| \| Polska \| Bilans występów klubu w rozgrywkach piłkarskich Polski (Stan na 31 maja 2024 r.) \| \| |                                                                                  |        |       |   |   |   |    |    |     |                |        |        |      |
| Poziom                                                                                              | Rozgrywki                                                                        | Sezony | Mecze | Z | R | P | B+ | B– | Pkt | Lata           | Awanse | Spadki | Naj. |
| I                                                                                                   | Liga                                                                             | 0      |       |   |   |   |    |    |     |                |        |        |      |
| II                                                                                                  | Klasa A / Liga Okręgowa                                                          | 0      |       |   |   |   |    |    |     |                |        |        |      |
| III                                                                                                 | Klasa B / Klasa A                                                                | 0      |       |   |   |   |    |    |     |                |        |        |      |
| IV                                                                                                  | III liga / Klasa C / Klasa B                                                     | 6      |       |   |   |   |    |    |     | 1933,1936-1939 | 0      | 1      |      |
| | Puchar Polski                                                                    | 0      |       |   |   |   |    |    |     |                |        |        |      |
| Polska                                                                                              | Bilans występów klubu w rozgrywkach piłkarskich Polski (Stan na 31 maja 2024 r.) |        |       |   |   |   |    |    |     |                |        |        |      |

## Struktura klubu

### Stadion
Drużyna rozgrywała swoje mecze domowe w Mościskach na stadionie Miejskim.

## Kibice i rywalizacja z innymi klubami

### Derby
- Czuwaj Przemyśl
- Skała Mościska
- Jutrzenka Mościska
- Strzelec Mościska